# Extrémobiologie
 (octobre 2022).
Si vous disposez d'ouvrages ou d'articles de référence ou si vous connaissez des sites web de qualité traitant du thème abordé ici, merci de compléter l'article en donnant les références utiles à sa vérifiabilité et en les liant à la section « Notes et références ».
L'Extrémobiologie est la science biologique qui étudie la vie en milieux extrêmes, en particulier les organismes dits « extrémophiles ». Certaines de ces espèces ont été très étudiées, mais la plupart sont encore inconnues.

## Éléments de définition
Les conditions extrêmes peuvent être des conditions de températures, de pressions, d'acidités, de radioactivités, de sécheresses, etc. ou la conjonction de tout ou partie de ces facteurs.

## La «biosphère profonde»

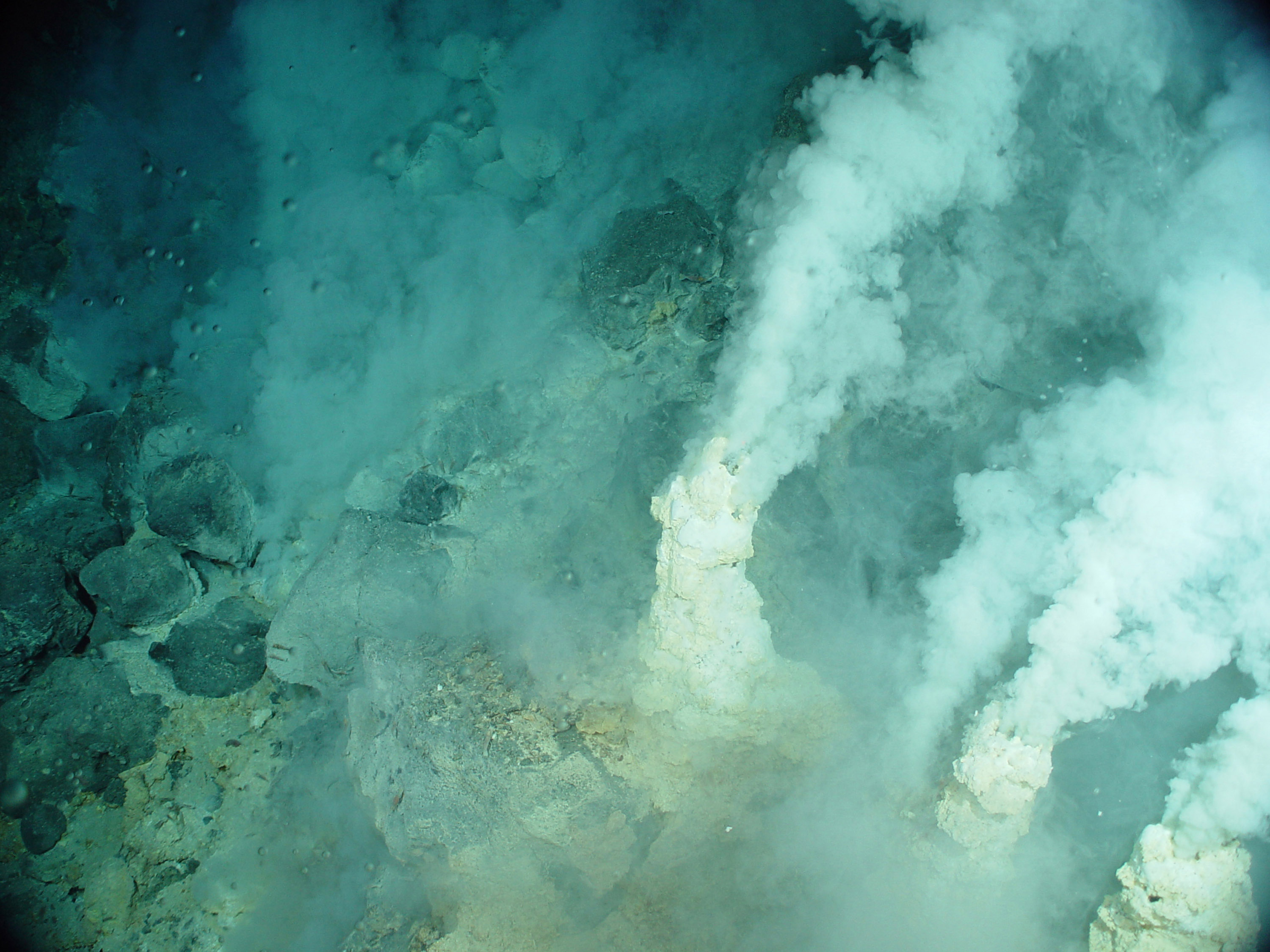
DARCLIFE doit explorer la « Biosphère profonde ») pour mieux comprendre les relations qui lie la biodiversité des grandes profondeurs aux grands systèmes planétaires (dont le système climatique)

C'est sans doute le champ le plus vaste qu'aura à explorer cette discipline au XXIe siècle, car la partie profonde et sous-marine de la biosphère est probablement encore la moins connue.

Elle est essentiellement constituée de bactéries et d'archées et de virus marins adaptés à la vie en conditions extrêmes.

## Recherche
- En Europe : Un programme international de recherche [1], soutenu par l'Union européenne, dénommé DARCLIFE (pour Deep subsurface Archaea : carbon cycle, life strategies, and role in sedimentary ecosystems) vise - à partir d'Avril 2010 à mieux l'étudier, ce qui demande des moyens s'apparentant plus à l'exploration spatiale qu'à l'océanographie développée sur le plateau continental ou dans les couches supérieures de la mer.